# Donacia aureocincta
Donacia aureocincta es una especie de insecto coleóptero de la familia Chrysomelidae.
Fue descrita científicamente en 1921 por Sahlberg.